# Peristylus maingayi
Peristylus maingayi är en orkidéart som först beskrevs av George King och Robert Pantling, och fick sitt nu gällande namn av Jeffrey James Wood och Paul Ormerod. Peristylus maingayi ingår i släktet Peristylus och familjen orkidéer. Inga underarter finns listade i Catalogue of Life.